# Ялівець твердонасінний
Ялівець твердонасінний, ялівець ютський (Juniperus osteosperma) — вид хвойних рослин родини кипарисових.

## Морфологія

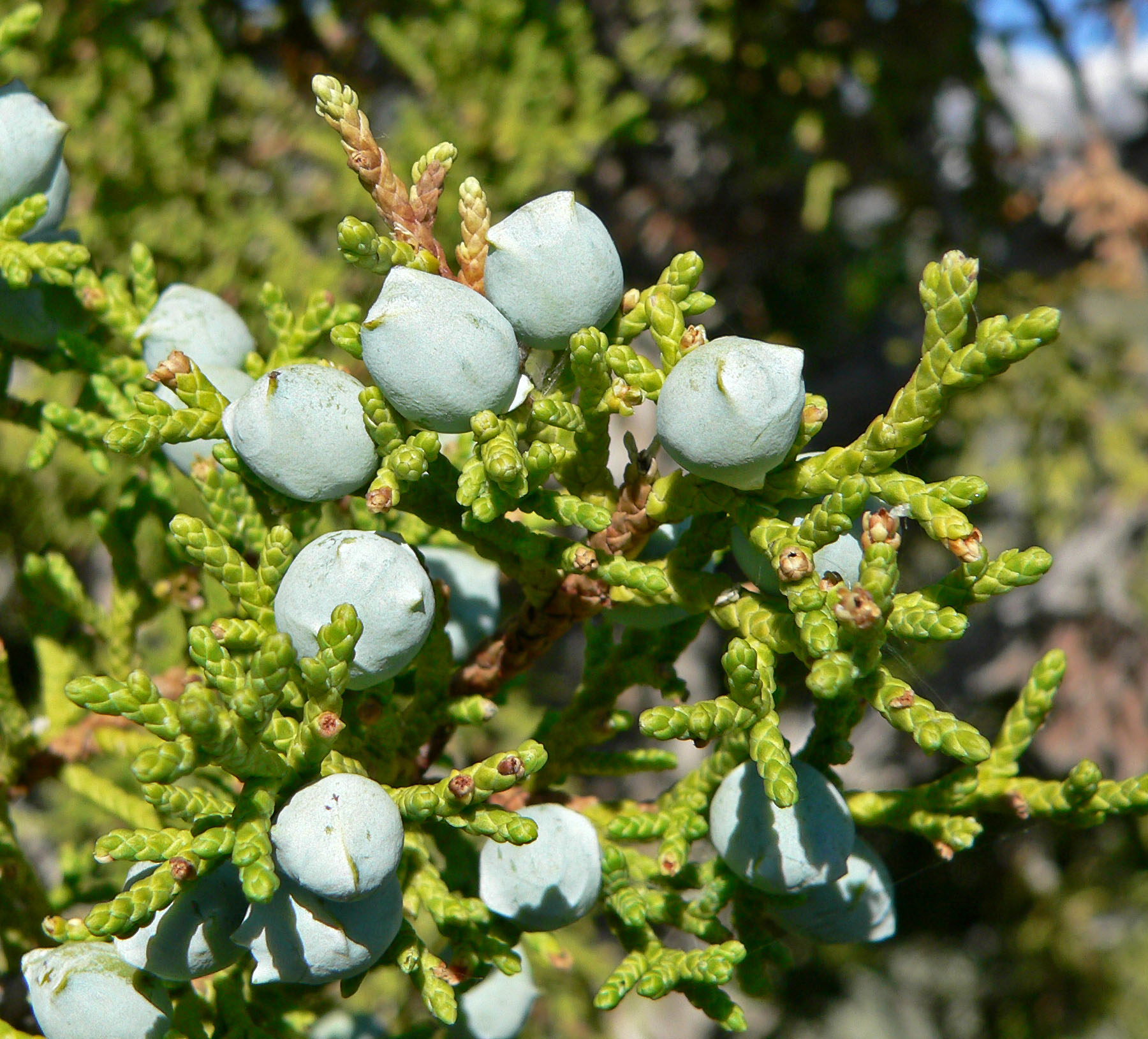
Листя та шишки

Це однодомні (але близько 10% рослин дводомні) чагарники або дерева, до 6(12) м, з кількома або одним стовбуром; крона округла. Кора відлущується на тонкі сіро-коричневі смуги. Гілки від розлогих до висхідних. Листки світло-жовто-зелені, сизі зверху. Доросле листя лускоподібне, 1–2 мм довжиною (до 5 мм на основних пагонах) і 1–1,5 мм шириною. Юне листя (на молодих саджанцях тільки) голчасте, довжиною 5–10 мм. Шишки ягодоподібні, 8–13 мм в діаметрі, синьо-коричневі з білуватим восковим нальотом, і містять одну насінину (рідко дві) 4–5 мм довжиною; вони є зрілими в 18 місяців. Чоловічі шишки 2–4 мм довжиною, висипають пилок на початку весни. Немає достовірних даних, але можна досить впевнено припустити, що вік дерев може перевищувати 1000 років.

## Поширення, екологія
Країни поширення: США (Аризона, Каліфорнія, Колорадо, Айдахо, Монтана, Невада, Нью-Мексико, Юта, Вайомінг). Утворює рідколісся разом з Pinus edulis, Pinus monophylla. (на південному заході ареалу), Pinus cembroides (на півдні ареалу), Juniperus scopulorum, Juniperus occidentalis (на заході ареалу), Seriphidium tridentatum, Chrysothamnus, Quercus gambelii, Ephedra viridis чи в чистих одновидових угрупованням на нижніх висотних межах. Діапазон висот: 460–2700 над рівнем моря. Росте на скелястих або гравійних осипах і пагорбах, а також на голих пісковиках або сланцях, де він знаходить щілини в скелях, щоб пустити коріння. Це один з найбільш посухостійких ялівців у Північній Америці.

## Використання
У багатьох посушливих місцях на плато Колорадо і в інших місцях, цей вид ялівцю є найважливішим невеликим деревом, яке утворює життєво важливе середовище існування для диких тварин. Деревину використовують на дрова (тепер рідко). У регіонах з сухим і спекотним літом вид може бути використаний у садах; він дуже витривалий, оскільки росте в природі при континентальному кліматі й на великих висотах.
Індіанці хопі та навахо використовували шишки ялівцю як цілюще зілля.

## Загрози та охорона
Ніяких конкретних загроз не було визначено для цього виду. Цей вид присутній у багатьох охоронних територіях, серед яких відомі національні парки, у напівпосушливому кліматі південного заходу США.